# U 103 (U-Boot, 1940)
U 103 war ein deutsches U-Boot vom Typ IX B, das im Zweiten Weltkrieg von der deutschen Kriegsmarine eingesetzt wurde.

## Geschichte
Der Auftrag für das Boot wurde am 24. Mai 1938 an die AG Weser in Bremen vergeben. Die Kiellegung erfolgte am 6. September 1939, der Stapellauf am 12. April 1940, die Indienststellung unter Korvettenkapitän Viktor Schütze fand schließlich am 5. Juli 1940 statt.
Das Boot gehörte nach seiner Indienststellung am 5. Juli 1940 bis September 1940 als Ausbildungsboot zur 2. U-Flottille in Wilhelmshaven. Nach der Ausbildung gehörte U 103 von September 1940 bis zum Januar 1944 als Frontboot zur 2. U-Flottille in Wilhelmshaven bzw. Lorient. Nach der aktiven Zeit kam das Boot vom Januar 1944 bis zu seiner Außerdienststellung am 13. März 1944 als Schulboot zur 24. U-Flottille nach Memel. Nach der Außerdienststellung wurde das Boot von März 1944 bis April 1945 der 4. und der 2. U-Lehrdivision zugeteilt.
U 103 unternahm während seiner Dienstzeit elf Feindfahrten, auf denen es 43 Schiffe mit einer Gesamttonnage von 237.595 BRT versenken und drei Schiffe mit einer Gesamttonnage von 28.158 BRT beschädigen konnte.

## Einsatzstatistik

### Erste Unternehmung
Das Boot lief am 29. September 1940 um 05:00 Uhr von Kiel aus und lief am 19. Oktober 1940 um 18:40 Uhr in Lorient ein. Auf dieser 21 Tage dauernden und zirka 3.400 sm lange Unternehmung in den Nordatlantik, dem Nordkanal und der Rockall Bank, wurden fünf Schiffe mit 20.279 BRT versenkt und ein Schiff mit 3.697 BRT beschädigt.
- 6. Oktober 1940: Versenkung des norwegischen Tankers Nina Borthen (Lage) mit 6.123 BRT. Der Tanker wurde durch drei Torpedos versenkt. Er fuhr in Ballast und war auf dem Weg von Southampton nach Abadan. Es war ein Totalverlust mit 32 Toten.
- 9. Oktober 1940: Versenkung des griechischen Dampfers Zannes Gounaris (Lage) mit 4.407 BRT. Der Dampfer wurde durch einen Torpedo versenkt. Er hatte Phosphat-Gestein geladen und befand sich auf dem Weg von Tampa nach Garston. Das Schiff gehörte zum Konvoi SC-6 mit 38 Schiffen. Es gab einen Toten.
- 9. Oktober 1940: Beschädigung des britischen Dampfers Graigwen (Lage) mit 3.697 BRT. Der Dampfer wurde durch einen Torpedo beschädigt. Das Schiff gehörte zum Konvoi SC-6 mit 38 Schiffen. Die Graigwen wurde am 10. Oktober 1941 von U 123 versenkt.
- 9. Oktober 1940: Versenkung des griechischen Dampfers Delphin (Lage) mit 3.816 BRT. Der Dampfer wurde durch einen Torpedo versenkt. Er hatte Mais und Weizen geladen und befand sich auf dem Weg nach Cork. Das Schiff gehörte zum Konvoi SC-6 mit 38 Schiffen. Es gab keine Verluste.
- 13. Oktober 1940: Versenkung des estnischen Dampfers Nora (Lage) mit 1.186 BRT. Der Dampfer wurde durch einen Torpedo versenkt. Er hatte Nutz- und Bauholz geladen und befand sich auf dem Weg von Pugwash nach Belfast. Es war ein Totalverlust.
- 15. Oktober 1940: Versenkung des britischen Dampfers Thristlegarth (Lage) mit 4.747 BRT. Der Dampfer wurde durch zwei Torpedos und drei Schuss Artillerie versenkt. Er fuhr in Ballast und war auf dem Weg von Scapa Flow nach Father Point (New Brunswick). Das Schiff gehörte zum Konvoi OB-228 mit 47 Schiffen. Es gab 30 Tote und neun Überlebende.

### Zweite Unternehmung
Das Boot lief am 9. November 1940 um 13:30 Uhr von Lorient aus und am 12. Dezember 1940 um 17:15 Uhr wieder dort ein. Auf dieser 33 Tage dauernden und etwa 3.500 sm langen Unternehmung in den Nordatlantik und westlich des Nordkanals wurden sieben Schiffe mit 38.465 BRT versenkt.
- 21. November 1940: Versenkung des britischen Dampfers Daydawn (Lage) mit 4.768 BRT. Der Dampfer wurde durch einen Torpedo versenkt. Er hatte 6.860 t Kohle geladen und befand sich auf dem Weg von Barry nach Rio Santiago (Argentinien). Das Schiff gehörte zum Konvoi OB-244 mit 46 Schiffen. Es gab zwei Tote und 20 Überlebende.
- 21. November 1940: Versenkung des griechischen Dampfers Victoria (Lage) mit 6.085 BRT. Der Dampfer wurde durch einen Torpedo versenkt. Er fuhr in Ballast und war auf dem Weg von Avonmouth nach Botwood (Neufundland). Das Schiff gehörte zum Konvoi OB-244 mit 46 Schiffen. Es gab keine Verluste, 27 Überlebende.
- 27. November 1940: Versenkung des britischen Motorschiffes Glenmoor (Lage) mit 4.393 BRT. Das Schiff wurde mit einem Torpedo versenkt. Er hatte 7.410 t Kohle geladen und befand sich auf dem Weg von Cardiff nach Alexandria. Es war ein Nachzügler des Konvois OB-248 mit 44 Schiffen. Es gab 31 Tote und zwei Überlebende.
- 28. November 1940: Versenkung des griechischen Dampfers Mount Athos (Lage) mit 3.578 BRT. Der Dampfer wurde mit einem Torpedo versenkt. Er hatte 5.250 t Kohle geladen und befand sich auf dem Weg von Barry nach Freetown. Es gab 19 Tote.
- 28. November 1940: Versenkung des britischen Dampfers St. Elwyn (Lage) mit 4.940 BRT. Der Dampfer wurde durch zwei Torpedos versenkt. Er hatte Kohle geladen und befand sich auf dem Weg von Hull nach Santos. Das Schiff gehörte zum Konvoi OB-249 mit 54 Schiffen. Es gab 24 Tote und 16 Überlebende.
- 8. Dezember 1940: Versenkung des britischen Dampfers Calabria (Lage) mit 9.475 BRT. Der Dampfer wurde durch drei Torpedos versenkt. Er hatte Stückgut inklusive 4.000 t Eisen, 3.050 t Tee, 1.871 t Presskuchen sowie 230 indische Seemänner an Bord und befand sich auf dem Weg von Kalkutta über Freetown nach Belfast und Glasgow. Es starben 130 Besatzungsmitglieder und die 230 indischen Seeleute, 21 Besatzungsmitglieder wurden gerettet.
- 9. Dezember 1940: Versenkung des britischen Dampfers Empire Jaguar (Lage) mit 5.186 BRT. Der Dampfer wurde durch zwei Torpedos versenkt. Er fuhr in Ballast und war auf dem Weg von Cardiff nach Philadelphia. Das Schiff war ein Nachzügler des Konvois OB-252 mit 44 Schiffen. Es war ein Totalverlust mit 37 Toten.

### Dritte Unternehmung
Das Boot lief am 21. Januar 1941 um 12:00 Uhr von Lorient aus und am 24. Februar 1941 um 17:05 Uhr wieder dort ein. Auf dieser 24 Tage dauernden Unternehmung in den Nordatlantik westlich des Nordkanals und Irlands wurden drei Schiffe mit 22.948 BRT versenkt und ein Schiff mit 10.516 BRT beschädigt.
- 13. Februar 1941: Beschädigung des britischen Tankers Arthur F. Corwin (Lage) mit 10.516 BRT. Der Tanker wurde durch zwei Torpedos beschädigt. Er war ein Nachzügler des Konvois HX-106 mit 41 Schiffen. Der Tanker wurde am gleichen Tag von U 99 versenkt.
- 17. Februar 1941: Versenkung des britischen Tankers  Edwy R. Brown (Lage) mit 10.455 BRT. Der Tanker wurde durch vier Torpedos versenkt. Er hatte Petroleum-Produkte geladen und befand sich auf dem Weg von Aruba über Halifax nach Liverpool. Das Schiff war ein Nachzügler des Konvois HX-107 mit 21 Schiffen. Es war ein Totalverlust mit 50 Toten.
- 18. Februar 1941: Versenkung des britischen Motorschiffes Seaforth (Lage) mit 5.459 BRT. Das Schiff wurde durch zwei Torpedos versenkt. Es hatte westafrikanische Produkte sowie zehn Passagiere an Bord und befand sich auf dem Weg von Monrovia nach Liverpool. Es war ein Totalverlust mit 59 Toten.
- 19. Februar 1941: Versenkung des norwegischen Motorschiffes Benjamin Franklin (Lage) mit 7.034 BRT. Das Schiff wurde durch zwei Torpedos versenkt. Es hatte 1.200 t Zink, 1.000 t Holzschliff, 300 t Blei sowie Stückgut geladen und befand sich auf dem Weg von San Francisco und den Bermudas nach Liverpool. Das Schiff war ein Nachzügler des Konvois HX-107 mit 21 Schiffen. Es gab 29 Tote und sieben Überlebende.

### Vierte Unternehmung
Das Boot lief am 1. April 1941 um 19:00 Uhr von Lorient aus und am 12. Juli 1941 um 10:05 Uhr wieder dort ein. Auf dieser 102 Tage dauernden Unternehmung in den Mittelatlantik, den Kanarischen Inseln und vor Freetown, wurden zwölf Schiffe mit 58.553 BRT versenkt. U 103 wurde vom 14. bis zum 15. Mai 1941 vom deutschen Trossschiff Egerland versorgt.
- 1. Mai 1941: Versenkung des britischen Dampfers Samsö (Lage) mit 1.494 BRT. Der Dampfer wurde durch einen Torpedo versenkt. Es hatte 1.316 t Erdnüsse geladen und befand sich auf dem Weg von Bathurst nach Freetown (Sierra Leone). Es gab einen Toten und 19 Überlebende.
- 3. Mai 1941: Versenkung des britischen Dampfers Wray Castle (Lage) mit 4.253 BRT. Der Dampfer wurde mit zwei Torpedos versenkt. Er hatte 6.800 t Zucker geladen und befand sich auf dem Weg von Port Louis über Kapstadt und Freetown (Sierra Leone) nach Großbritannien. Es gab einen Toten und 56 Überlebende.
- 6. Mai 1941: Versenkung des britischen Motorschiffes Surat (Lage) mit 5.529 BRT. Das Schiff wurde durch zwei Torpedos versenkt. Es hatte 2.500 t Roheisen, 5.700 t Erbsen sowie Rapssamen geladen und befand sich auf dem Weg von Karatschi über Kapstadt (Südafrika) nach Großbritannien. Es gab vier Tote und 61 Überlebende.
- 6. Mai 1941: Versenkung des britischen Motorschiffes Dunkwa (Lage) mit 4.752 BRT. Das Schiff wurde mit einem Torpedo versenkt. Es hatte 3.248 t Stückgut und 868 t Regierungsgüter geladen und befand sich auf dem Weg von Glasgow nach Opobo (Nigeria). Es gehörte zum Konvoi OB-310 mit 48 Schiffen. Es gab acht Tote und 39 Überlebende.
- 9. Mai 1941: Versenkung des britischen Dampfers City of Winchester (Lage) mit 7.120 BRT. Der Dampfer wurde mit zwei Torpedos versenkt. Er hatte 6.500 t Stückgut geladen und befand sich auf dem Weg von London nach Kapstadt (Südafrika) und Beira. Das Schiff gehörte zum aufgelösten Konvoi OB-313 mit 38 Schiffen. Es gab sechs Tote und 92 Überlebende.
- 11. Mai 1941: Versenkung des britischen Dampfers City of Shanghai (Lage) mit 5.828 BRT. Der Dampfer wurde durch einen Torpedo und Artillerie versenkt. Er hatte 8.000 t Regierungsgüter geladen und befand sich auf dem Weg vom Tyne nach Kapstadt (Südafrika). Das Schiff gehörte zum Konvoi OB-313 mit 38 Schiffen. Es gab sechs Tote und 67 Überlebende.
- 22. Mai 1941: Versenkung des britischen Tankers British Grenadier (Lage) mit 6.857 BRT. Der Tanker wurde durch drei Torpedos versenkt. Er fuhr in Ballast und war auf dem Weg von Freetown (Sierra Leone) nach Aruba. Es gab keine Verluste, 49 Überlebende.
- 24. Mai 1941: Versenkung des griechischen Motorschiffes Marionga (Lage) mit 4.236 BRT. Das Schiff wurde mit einem Torpedo versenkt. Er hatte britische Regierungsgüter geladen und befand sich auf dem Weg vom Clyde nach Takoradi. Es gab 26 Tote und fünf Überlebende.
- 25. Mai 1941: Versenkung des ägyptischen Dampfers Radames mit 3.575 BRT. Der Dampfer wurde durch einen Torpedo versenkt. Er hatte 1.100 t Eisenerz, 2.915 t Erdnüsse sowie 996 t Erdnussbutter geladen und befand sich auf dem Weg von Vizagapatam nach Barry Roads (Großbritannien). Es gab einen Toten.
- 25. Mai 1941: Versenkung des niederländischen Dampfers Wangi Wangi (Lage) mit 7.789 BRT. Der Dampfer wurde mit einem Torpedo versenkt. Er hatte 3.984 t Stahlbarren, 1.993 t Blei und 1.540 t Stückgut geladen und befand sich auf dem Weg Sydney über Durban und Freetown (Sierra Leone) zum Clyde. Es gab einen Toten und 83 Überlebende.
- 8. Juni 1941: Versenkung des britischen Dampfers Elmdene (Lage) mit 4.853 BRT. Der Dampfer wurde durch einen Torpedo versenkt. Er hatte 5.000 t Kohle, 1.000 t Munition und 20 Flugzeuge geladen und befand sich auf dem Weg vom Tyne und Loch Ewe über Freetown (Sierra Leone) nach Alexandria (Ägypten). Das Schiff gehörte zum aufgelösten Konvoi OB-324 mit 35 Schiffen. Es gab keine Verluste, 36 Überlebende.
- 29. Juni 1941: Versenkung des italienischen Dampfers Ernani (Lage) mit 6.619 BRT. Der Dampfer wurde durch einen Torpedo versenkt. Er hatte eine unbekannte Ladung an Bord und befand sich auf dem Weg von Las Palmas nach Genua. Es war ein Totalverlust.

### Fünfte Unternehmung
Das Boot lief am 10. September 1941 um 19:30 Uhr von Lorient aus und lief am 9. November 1941 um 10:45 Uhr wieder dort ein. Auf dieser 59 Tage dauernden und zirka 9.400 sm langen Unternehmung in den Mittelatlantik um die Kapverdischen Inseln, vor Freetown und Gibraltar wurden zwei Schiffe mit 10.594 BRT versenkt.
- 22. September 1941: Versenkung des britischen Dampfers Niceto de Larrinaga (Lage) mit 5.591 BRT. Der Dampfer wurde durch einen Torpedo versenkt. Er hatte 3.866 t Palmkerne, 2.000 t Manganerz, 2.482 t Erdnüsse sowie 622 t Stückgut geladen und befand sich auf dem Weg von Lagos und Freetown (Sierra Leone) nach London. Das Schiff gehörte zum Konvoi SL-87 mit elf Schiffen. Es gab zwei Tote und 106 Überlebende.
- 22. September 1941: Versenkung des britischen Motorschiffes Edward Blyden (Lage) mit 5.003 BRT. Das Schiff wurde durch einen Torpedo versenkt. Er hatte 5.525 t Stückgut sowie zwölf Passagiere an Bord und befand sich auf dem Weg von Takoradi und Freetown (Sierra Leone) nach Liverpool. Das Schiff gehörte zum Konvoi SL-87 mit elf Schiffen. Es gab keine Verluste, 63 Überlebende.

### Sechste Unternehmung
Das Boot lief am 3. Januar 1942 um 15:30 Uhr von Lorient aus und lief am 1. März 1942 um 11:00 Uhr wieder dort ein. Auf dieser 46 Tage dauernden und zirka 7.050 sm langen Unternehmung in den Westatlantik und zur Ostküste der Vereinigten Staaten wurden vier Schiffe mit 26.539 BRT versenkt.
- 2. Februar 1942: Versenkung des US-amerikanischen Tankers W.L. Steed (Lage) mit 6.182 BRT. Der Tanker wurde durch drei Torpedos und 83 Schuss Artillerie versenkt. Er hatte 65.936 Barrel Rohöl geladen und befand sich auf dem Weg von Cartagena über Key West nach New York. Es gab 34 Tote und vier Überlebende.
- 4. Februar 1942: Versenkung des panamaischen Dampfers San Gil (Lage) mit 3.627 BRT. Der Dampfer wurde durch einen Torpedo und Artillerie versenkt. Er hatte 2.229 t Stückgut geladen und befand sich auf dem Weg von Santa Marta nach New York. Es gab zwei Tote und 40 Überlebende.
- 5. Februar 1942: Versenkung des US-amerikanischen Tankers India Arrow (Lage) mit 8.327 BRT. Der Tanker wurde durch einen Torpedo und Artillerie versenkt. Er hatte 88.369 Barrel Dieselkraftstoff geladen und befand sich auf dem Weg von Corpus Christi nach Carteret. Es gab 26 Tote und 12 Überlebende.
- 5. Februar 1942: Versenkung des US-amerikanischen Tankers China Arrow (Lage) mit 8.403 BRT. Der Tanker wurde mit einem Torpedo und 49 Schuss Artillerie versenkt. Er hatte 81.773 Barrel Heizöl geladen und befand sich auf dem Weg von Beaumont nach New York. Es gab keine Verluste, 37 Überlebende.

### Siebente Unternehmung
Das Boot lief am 15. April 1942 um 19:30 Uhr von Lorient aus und am 22. Juni 1942 um 7:10 Uhr wieder dort ein. Auf dieser 77 Tage dauernden und etwa 10.950 sm langen Unternehmung in den Westatlantik, vor Kap Hatteras, in der Florida Straße, den Großen Antillen, Kuba, Yucatán und der östlichen Karibik, auf der U 103 am 2. Mai 1942 von U 459 mit 30 m³ Brennstoff versorgt wurde, wurden neun Schiffe mit 42.169 BRT versenkt.
- 5. Mai 1942: Versenkung des britischen Dampfers Stanbank mit 5.966 BRT. Der Dampfer wurde durch einen Torpedo versenkt. Er hatte 6.488 t Militärgüter geladen und befand sich auf dem Weg von New York nach Kapstad (Südafrika) und Alexandria (Ägypten). Es gab neun Tote und 39 Überlebende.
- 17. Mai 1942: Versenkung des US-amerikanischen Dampfers Ruth Lykes (Lage) mit 2.612 BRT. Der Dampfer wurde durch Artillerie versenkt. Er hatte 39.136 Sack Kaffee geladen und befand sich auf dem Weg von Barranquilla (Kolumbien) nach Houston. Es gab sechs Tote und 26 Überlebende.
- 19. Mai 1942: Versenkung des US-amerikanischen Dampfers Ogontz (Lage) mit 5.037 BRT. Der Dampfer wurde mit einem Torpedo versenkt. Er hatte 7.660 t Nitrate geladen und befand sich auf dem Weg von Chile über Panama nach Florida. Es gab 19 Tote und 22 Überlebende. Der Dampfer war bewaffnet mit einer 4-Inch-Kanone, vier MGs Kaliber .50 und vier MGs Kaliber .30[1].
- 21. Mai 1942: Versenkung des US-amerikanischen Dampfers Clare (Lage) mit 3.372 BRT. Der Dampfer wurde durch einen Torpedo versenkt. Er hatte 3.000 t Stückgut geladen und befand sich auf dem Weg von Baltimore nach San Juan. Es gab keine Verluste, 40 Überlebende. Der Dampfer war bewaffnet mit einer 4-Inch-Kanone und zwei MGs Kaliber .30 (= 7,62 mm).
- 21. Mai 1942: Versenkung des US-amerikanischen Dampfers Elizabeth mit 4.727 BRT. Der Dampfer wurde durch einen Torpedo versenkt. Er hatte 3.500 t Stückgut, Armee LKWs sowie Konstruktions-Materialien geladen und befand sich auf dem Weg von New York nach San Juan (Puerto Rico). Es gab neun Tote und 33 Überlebende. Der Dampfer war bewaffnet mit einer 4-Inch-Kanone und zwei MGs Kaliber .30.
- 23. Mai 1942: Versenkung des US-amerikanischen Tankers Samuel Q. Brown (Lage) mit 6.625 BRT. Der Tanker wurde durch zwei Torpedos versenkt. Er hatte 80.000 Barrel Heizöl geladen und war auf dem Weg von New Orleans über den Yucatan-Kanal nach Honolulu. Es gab zwei Tote und 53 Überlebende. Der Dampfer war bewaffnet mit einer 4-Inch-Kanone, vier MK Kaliber 20 mm und zwei MGs Kaliber .30.
- 24. Mai 1942: Versenkung des niederländischen Motorschiffes Hector (Lage) mit 1.828 BRT. Das Schiff wurde durch einen Torpedo versenkt. Es hatte 2.400 t Stückgut, 1.000 t Zement, Maschinen, Nahrungsmittel sowie 17 t Dynamit geladen und war auf dem Weg von New York nach Curaçao. Es gab zwei Tote und 29 Überlebende.
- 26. Mai 1942: Versenkung des US-amerikanischen Dampfers Alcoa Carrier (Lage) mit 5.588 BRT. Der Dampfer wurde durch einen Torpedo und Artillerie versenkt. Er hatte 6.500 t Stückgut geladen und befand sich auf dem Weg von Mobile nach Kingston. Es gab keine Verluste, 35 Überlebende.
- 28. Mai 1942: Versenkung des US-amerikanischen Tankers New Jersey (Lage) mit 6.414 BRT. Der Tanker wurde mit zwei Torpedos und 25 Schuss Artillerie versenkt. Er fuhr in Ballast und war auf dem Weg von Norfolk nach Aruba. Es gab keine Verluste, 42 Überlebende. Der Tanker war bewaffnet mit einer 4-Inch-Kanone und zwei MGs Kaliber .30.

### Achte Unternehmung
Das Boot lief am 21. Oktober 1942 um 17:15 Uhr von Lorient aus und am 29. Dezember 1942 um 10:00 Uhr wieder dort ein. Auf dieser 69 Tage dauernden und etwa 9.800 sm über und 740 sm unter Wasser langen Unternehmung in den Mittelatlantik sowie westlich von Marokko und Gibraltar wurden zwei Schiffe mit 11.430 BRT versenkt und ein Schiff mit 13.945 BRT beschädigt. Es wurde am 6. November 1942 von U 509 mit 70 m³, und am 22. bzw. 23. Dezember 1942 von U 463 mit 25 m³ Treiböl versorgt. U 103 gehörte zu den U-Bootgruppen mit den Tarnnamen „Streitaxt“ und „Schlagetot“. In Vorbereitung der Invasion Nordafrikas unter den Codenamen Operation Torch hatte sich der Schiffsverkehr der Alliierten in afrikanischen Gewässern vervielfacht. Obwohl der deutschen Seite die Gründe hierfür unklar blieben, stellte die U-Bootführung eine U-Bootgruppe zusammen, die vor Freetown nach Maßgabe der von Karl Dönitz entwickelten Rudeltaktik alliierte Geleitzüge aufspüren und bekämpfen sollte. U 103 wurde dieser Gruppe mit dem Namen "Streitaxt" zugeteilt.
- 31. Oktober 1942: Versenkung des britischen Motorschiffes Tasmania (Lage) mit 6.405 BRT. Die Tasmania hatte am 28. Oktober Überlebende des Untergangs der Hope Castle, die durch U 203 versenkt worden war, aufgenommen. Der Kapitän Hans Christian Roder bemühte sich, den Geleitzug, dem sich das ehemals unter dänischer Flagge fahrende britische Schiff angeschlossen hatte, wieder einzuholen, als die Tasmania durch einen Torpedo von U 659 beschädigt wurde. Doch das Schiff konnte zunächst aus eigener Kraft die Fahrt fortsetzen. Am nächsten Tag wurde das Schiff von Kommandant Janssen mit zwei Torpedos versenkt. Es hatte 8.500 t Nahrungsmittel, Tee, Jute, 2.000 t Roheisen sowie 400 t Metalle geladen und befand sich auf dem Weg von Kalkutta (Indien) über Freetown (Sierra Leone) nach Glasgow. Das Schiff gehörte zum Konvoi SL-125 mit 40 Schiffen. Es gab zwei Tote. 44 Überlebende wurden durch die Mano aufgenommen und nach Greenock gebracht. 41 weitere Männer, darunter 16 Überlebende der Hope Castle, wurden von der Baron Elgin gerettet und nach Madeira gebracht.[2]
- 6. Dezember 1942: Versenkung des britischen Motorschiffes Henry Stanley (Lage) mit 5.026 BRT. Das Schiff wurde mit zwei Torpedos versenkt. Er hatte 2.000 Säcke Post, 4.000 t Stückgut, Sprengstoffe sowie elf Passagiere an Bord und befand sich auf dem Weg von Liverpool nach Freetown (Sierra Leone) und Lagos. Das Schiff war ein Nachzügler des Konvois ON-149 mit 50 Schiffen. Es gab 63 Tote und einen Überlebenden (Der Kapitän wurde von U 103 gefangen genommenen).
- 13. Dezember 1942: Beschädigung des britischen Dampfers Hororata mit 13.945 BRT. Der Dampfer wurde durch einen Torpedo beschädigt. Das Schiff hatte eine unbekannte Fracht und befand sich auf dem Weg von Auckland nach Liverpool. Es gab keine Verluste, 82 Überlebende. Er lief am 18. Dezember 1942 in Horta ein, wo er repariert wurde.

### Neunte Unternehmung
Das Boot lief am 7. Februar 1943 um 17:30 Uhr von Lorient aus und am 26. März 1943 um 22:30 Uhr wieder dort ein. Auf dieser 47 Tage dauernden und 6.771 sm über und 842 sm unter Wasser langen Unternehmung in den Mittelatlantik sowie nördlich der Azoren wurden keine Schiffe versenkt oder beschädigt. U 103 gehörte zur Gruppe mit den Tarnnamen „Robbe“, „Wohlgemut“ und „Unverzagt“.

### Zehnte Unternehmung
Das Boot lief am 24. April 1943 um 13:30 Uhr von Lorient aus und am 26. Mai 1943 um 14:30 Uhr wieder dort ein. Auf dieser 32 Tage dauernden und 4.151 sm über und 457 sm unter Wasser langen Unternehmung in den Nordatlantik wurden keine Schiffe versenkt oder beschädigt. U 103 gehörte zur Gruppe mit den Tarnnamen „Amsel 4“ und „Rhein“.

### Elfte Unternehmung
Das Boot lief am 25. Juli 1943 um 12:00 Uhr von Lorient aus und musste am 26. Juli 1943 wegen eines Defekts der Tauchzelle 5 wieder in Lorient einlaufen. Bei der anschließenden Reparatur bekam U 103 den Turmumbau IV. Es lief am 18. September 1943 um 18:30 Uhr wieder aus Lorient aus und am 1. Januar 1944 in Bergen ein.

### Überführungsfahrt
Das Boot lief am 3. Januar 1944 um 5:00 Uhr von Bergen aus und am 3. Januar 1944 um 16:50 Uhr in Egersund ein. Es lief am 4. Januar 1944 von Egersund aus und am gleichen Tag um 14:20 Uhr in Kristiansand ein. Es lief am 5. Januar 1944 um 10:30 Uhr von Kristiansand aus und am 7. Januar 1944 um 10:00 Uhr in Kiel ein.

## Verbleib
Das Boot wurde am 15. April 1945 in Kiel durch einen Bombentreffer während eines alliierten Luftangriffes zerstört, am 3. Mai 1945 selbst gesprengt und nach Kriegsende abgebrochen. Die Position war 54° 19′ N, 10° 10′ O im Marine-Planquadrat AO 7728. Es gab einen Toten.
U 103 war bereits am 13. März 1944 in Stettin außer Dienst gestellt worden und von März 1944 bis Februar 1945 der 4. und 2. U-Lehrdivision als stationäres Ausbildungsboot zugeteilt, wobei das Boot im Februar 1945 in Hamburg-Finkenwerder als Stromversorger eingesetzt wurde. Vor der Räumung von Hamburg wurde U 103 von Hamburg nach Kiel überführt, wobei es nochmals in Dienst gestellt wurde.